# Мала Якшенка
Мала Якшенка (рос. Малая Якшенка) — присілок в Бутурлинському районі Нижньогородської області Російської Федерації.
Населення становить 54 особи. Входить до складу муніципального утворення Ягубовська сільрада.

## Історія
Від 2009 року входить до складу муніципального утворення Ягубовська сільрада.

## Населення
| 1999 | 2002 | 2010 |
| ---- | ---- | ---- |
| 57   | ↗77  | ↘54  |